# 에르칸 젱긴
에르칸 젱긴(튀르키예어: Erkan Zengin, 1985년 8월 5일 ~ )은 튀르키예계 스웨덴인 축구 선수이다.

## 수상

### 클럽
베식타시
- 쉬페르리그: 2008-09
- 튀르키예 쿠파스: 2008-09